# Ntchisi
Ntchisi – miasto w środkowym Malawi, w Regionie Centralnym. Według danych na rok 2018 liczyło 9357 mieszkańców.